# Овьедо (комарка)

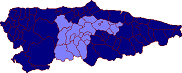

Овье́до (исп. Comarca de Oviedo, астур. comarca d'Uviéu) — район (комарка) в Испании, входит в провинцию Астурия.

## Муниципалитеты
1. Бельмонте-де-Миранда
2. Бименес
3. Кабранес
4. Градо (Астурия)
5. Лас-Регерас
6. Льянера
7. Морсин
8. Нава (Астурия)
9. Норения
10. Овьедо
11. Проаса
12. Кирос (Астурия)
13. Рибера-де-Арриба
14. Риоса
15. Сарьего
16. Санто-Адриано
17. Салас
18. Сьеро
19. Сомьедо
20. Теверга
21. Ернес-и-Тамеса